# فرد بيري (لاعب كريكت)
فرد بيري (13 فبراير 1910 في المملكة المتحدة - 2 يناير 1989) (بالإنجليزية: Fred Berry)‏ هو لاعب كريكت بريطاني (وحمل سابقاً جنسية المملكة المتحدة لبريطانيا العظمى وأيرلندا).

## وصلات خارجية
- فرد بيري على موقع إي آس بي آن كريك إنفو (الإنجليزية)